# MRB RS 1
De VT is een diesel treinstel, een zogenaamde lichtgewichttrein met lagevloerdeel voor het regionaal personenvervoer van de Mitteldeutsche Regiobahn GmbH (MRB).

## Geschiedenis
Oorspronkelijk werd de Regio-Shuttle door ADtranz gebouwd. Toen Bombardier ADtranz overnam, mocht Bombardier de Regio-Shuttle om kartelrechterlijke redenen niet meer bouwen. De licentie kwam toen in handen van Stadler Rail. Bombardier bouwt nu de ITINO, een treinstel dat gebaseerd is op de Regio-Shuttle. Stadler Rail ontwikkelde de trein verder als Regio-Shuttle RS 1.
De Mitteldeutsche Regiobahn (MRB) is een dochter van Veolia Transport en verzorgt het regionaal personenvervoer in de regio Leipzig. Hiervoor werden de 20 treinen bij Angel Trains geleaset. Deze treinen van het type Shuttle RS1 waren afkomstig van trans regio. In 2009 werden bij Stadler Rail nog eens drie treinen besteld.

## Constructie en techniek
Het treinstel is opgebouwd uit een stalen frame met een frontdeel van GVK. Het treinstel heeft een lagevloerdeel. Deze treinstellen kunnen tot drie stuks gecombineerd rijden. De treinen zijn uitgerust met luchtvering.

## Treindiensten
De treinen werden door Mitteldeutsche Regiobahn (MRB) ingezet.
Sinds 14 december 2008 op de volgende trajecten:
- Halle (Saale) Hbf - Eilenburg (MRB 118)

Sinds 13 december 2009 op de volgende trajecten:
- Leipzig Hbf - Wurzen (S 11)
- Leipzig Hbf - Eilenburg - Torgau
- Leipzig Hbf - Flughafen Leipzig/Halle (in samenwerking met DB Regio)
- Leipzig Hbf - Delitzsch
- Leipzig Hbf - Geithain (over Borna)
- Leipzig Hbf - Borna (S 2)